# Bath (Illinois)
Bath è un villaggio degli Stati Uniti d'America, situato nello Stato dell'Illinois, nella contea di Mason.